# Marianna Wiśnios

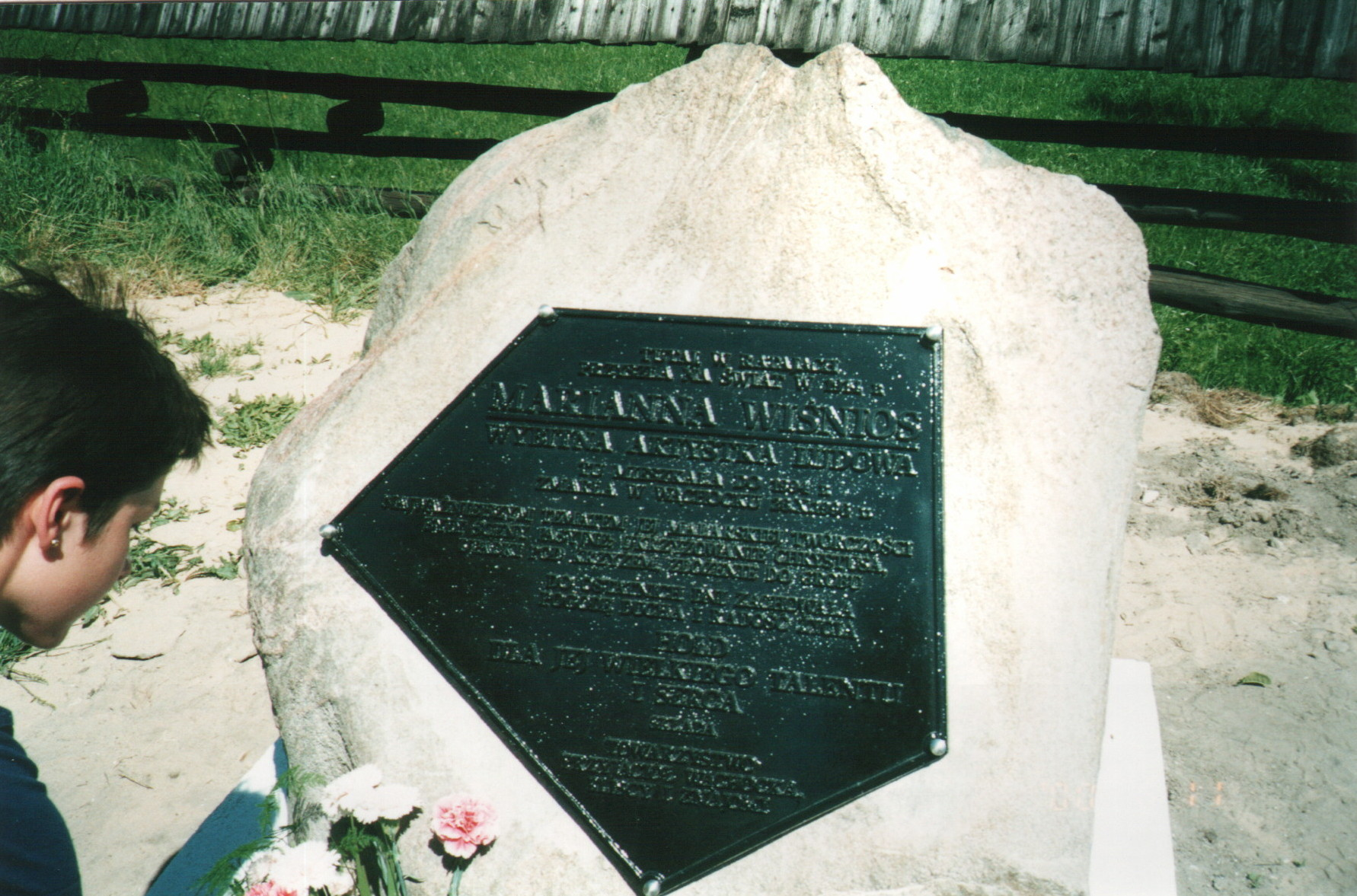
Głaz pamiątkowy Marianny Wiśnios

Marianna Wiśnios (ur. 6 października 1909 w Ratajach, zm. 24 października 1996 w Wąchocku) – artystka malarka nieprofesjonalna. 

## Życiorys

### Kontekst rodzinny
Była jedną z jedenaściorga dzieci, z których przeżyło siedmioro. Wcześnie straciła ojca Michała Kowalczyka i zmuszona była pracować na roli, pomagać matce i rodzeństwu. Ukończyła trzy oddziały szkoły powszechnej – nie miała czasu ani odpowiedniego do szkoły ubrania. Wyszła za mąż za fryzjera Stanisława Wiśniosa ze Starachowic. Zmarło jej pierwsze dziecko, wychowała dwóch synów Pawła i Norberta, owdowiała w roku 1966. 

### Działalność artystyczna
Na malowanie, które było jej pasją od dzieciństwa nie było czasu, ani ludzkiego zrozumienia. Swój artystyczny zapał realizowała w modlitwie, pieśniach, baśniach i fantazji. Zdobiła domowe przedmioty, malowała "po rosie", węglem na płotach, gliną po kamieniach, a czasem ukradkiem nocą farbkami do bielizny na kawałkach worków po cemencie czy na arkuszach pakunkowego papieru. O ujawnieniu talentu Marianny Wiśnios zdecydował przypadek. Aniela Grotowska, nauczycielka syna Pawła zainteresowała się w 1972 roku jego "niesamodzielną", a interesującą pracą domową. Zachęciła Mariannę do malowania i od tego czasu zaczął się odmieniać los malarki.
Jej obrazy po raz pokazano na wystawie twórców ludowych w Iłży w 1972 roku – zdobyła wyróżnienie. Na wystawie sztuki ludowej ziemi kieleckiej w 1974 na Zamku w Szydłowcu uzyskała I nagrodę. Pierwsza wystawa indywidualna Marianny Wiśnios miała miejsce w Muzeum Narodowym w Kielcach w roku 1976. Następna prezentacja prac uznanej już artystki odbyła się w Muzeum Narodowym w Kielcach w czasie obchodów 80-lecia istnienia muzeum. 
Malowała bez wytchnienia, dzień i noc, dokąd starczało papieru, kredek, farb i flamastrów. Wystawiano jej prace wielokrotnie w Kielcach, a także w Warszawie (1974, 1983, 1990), w Częstochowie (1981, 1982), w Starachowicach (1985), w Sandomierzu (1986), w Radomiu (1986, 1994), w Łodzi (1987), w Krakowie (1992), w Miechowie (1994), we Wrocławiu (1995), w Kozienicach (1996) i w wielu innych miejscach. Prace z prywatnych zbiorów prezentowano w RFN (z kolekcji Kariny i Ludwiga Zimmererów), w USA (z kolekcji Bolesława i Liny Nawrockich), w Meksyku (z kolekcji Leszka Macaka), w Muzeum Narodowym w Kielcach (z kolekcji Barbary i Czesława Erberów z okazji 85-lecia malarki), w Brukseli 1993 r. (z kolekcji Jerzego Krzewickiego), w Gorlicach, Muzeum Dwory Karwacjanów i Gładyszów (4.09. – 29.09.2010); Dębica, Galeria Sztuki Miejskiego Ośrodka Kultury (20.11. – 11.12.2010) (z kolekcji Jerzego Krzewickiego);
Kielce, Muzeum Narodowe – „Aniołowie w malarstwie Marianny Wiśnios” (16.12.2010 – 10.01.2011). 
Jej prace znajdują się w siedzibie Światowej Organizacji Własności Intelektualnej w Genewie, w Muzeum Polskim w Rapperswilu i w kolekcjach prywatnych na całym świecie. Marianna Wiśnios została wyróżniona nagrodą artystyczną im. Brata Alberta (1983), nagrodą im. Jana Pocka (1983), tytułem Zasłużonego Działacza Kultury, Dyplomem Honorowym Ministra Kultury i Sztuki oraz nagrodą im. Oskara Kolberga.

### Ostatnie lata życia
Marianna Wiśnios ze względu na pogarszający się stan zdrowia zamieszkała w 1993 roku w Wąchocku u syna Norberta i synowej Anieli. Tamże zmarła 24 października 1996 roku, gdzie została również pochowana. Artystka malowała do ostatnich chwil życia. Na jej stole pozostały szkice na kartonach i niedokończone obrazy. W rodzinnych Ratajach przy kaplicy św. Zofii w 11 czerwca 2000 roku umieszczono głaz z tablicą poświęconą artystce.

## Omówienie twórczości
Twórczość Marianny Wiśnios klasyfikowana jest między malarstwem naiwnym, ludowym, nieprofesjonalnym i prymitywnym. Przelewała na papier swoje uczucia, modlitwy, setki spamiętanych legend, opowieści i przyśpiewek, żywoty świętych i różnorodne motywy chrześcijańskie. Część jej twórczości stanowią "różańce" – ilustrowane i skrzętnie odliczane codzienne modlitwy. Po zakończeniu – niszczyła je zwykle. Udało się jednak ocalić część z tych bardzo osobistych obrazów – dokumentów duchowości. Wiele z tysięcy namalowanych przez nią obrazów trafiło do muzeów, prywatnych domów i kolekcji. Są wśród nich głównie motywy religijne, choć nie brak też tematyki świeckiej.

## Wybrana bibliografia
- Daniel Jerzy, Marianna zaczarowana, "Ikar", 1.41.1997.
- Erber Barbara, Religijne i „światowe” obrazy Marianny Wiśnios, "Ikar", 7.11.1994.
- Erber Barbara, Marianna Wiśnios – życie i twórczość, Rocznik Muzeum Narodowego w Kielcach, t. 16, 1988.
- Erber Barbara, Malarstwo Marianny Wiśnios – katalog wystawy, Muzeum Narodowe Kielce, 1988.
- Erber Barbara Katarzyna, Obrazy Marianny Wiśnios – katalog wystawy ze zbiorów Wojewódzkiego Domu Kultury im. Józefa Piłsudskiego w Kielcach, 1997.
- Jackowski Aleksander, Sztuka zwana naiwną, zarys encyklopedyczny twórczości w Polsce, wyd. Krupski i S-ka, Warszawa 1995.
- Jackowski Aleksander, Talent, pasja, intuicja, katalog wystawy, Radom 1985.
- J.K. Kielczanie w Brukseli, "Ikar", 6.10.1994.
- Kotarska Elżbieta, Artyści pod strzechy, Warszawa: Wyd. PTTK Kraj, 1993.
- Kozera Grzegorz, Wyobraźnią malowane, "Słowo Ludu", 3.11.1987.
- Kramarczuk Hanna reż. wytwórnia Poltel Marianna Wiśnios ze wsi Rataje, film dokumentalny, 1984 (emisja TVP 22.04.1984).
- Malarstwo Marianny Wiśnios ze wsi Rataje koło Wąchocka, katalog wystawy, Radom, 25.03 – 17.04.1994.
- Malarstwo Marianny Wiśnios, katalog wystawy, Wojewódzki Ośrodek Kultury Galeria Stowarzyszenia Historyków Sztuki, Kraków 1996.
- Metzger Renata, Nikifor spod Wąchocka, "Gazeta Wyborcza", 13.06.2000.
- Mielicka Halina, Malarstwo Marianny Wiśnios, Rocznik Muzeum Narodowego w Kielcach, T. 17, Kielce 1993.
- Miernik Zofia, Malarka z Rataj, 4 cz., Informator Samorządowy miasta i gminy Wąchock, 29.11, 20.12.1996; 22.01, 27.04.1997.
- Pokropek Marian, Atlas sztuki ludowej i folkloru w Polsce, Warszawa: wyd. Arkady, 1978 [nota biograficzna].
- Zaczyński Aleksander, Wywyższenie Odmieńca, "Przemiany", Kielce, 3,147, 1983.
- Ziółkowska-Darmas Ewa, Obrazy Marianny Wiśnios rewelacją wystawy w szydłowieckim zamku, "Echo Dnia", 1972, 274, 1.
- Ziółkowska-Darmas Ewa, Marianna z Rataj, "Przemiany", Kielce, 2, 125, 1981.